# Fire (álbum de Hedningarna)
Fire es el cuarto álbum de la banda sueca Hedningarna. Fue lanzado en 1996 por Silence Records, es un álbum recopilatorio para dar a conocer al grupo más allá de Suecia, incluye canciones de los álbumes anteriores Kaksi! y Trä.

## Lista de canciones
| N.º | Título                 | Duración |  |
| 1.  | «Aivolon»              | 3:37     |  |
| 2.  | «Tina Vieri»           | 4:59     |  |
| 3.  | «Gorrlaus»             | 5:06     |  |
| 4.  | «Omas Ludvig»          | 3:00     |  |
| 5.  | «Vargtimmen»           | 4:18     |  |
| 6.  | «Juopolle Jouhunul»    | 3:30     |  |
| 7.  | «Min Skog»             | 4:06     |  |
| 8.  | «Kruspolska»           | 3:18     |  |
| 9.  | «Viklorin»             | 2:38     |  |
| 10. | «Tuuli»                | 5:12     |  |
| 11. | «Chicago»              | 2:57     |  |
| 12. | «Grodan / Widergrenen» | 4:52     |  |
| 13. | «Räven»                | 4:51     |  |